# Degexit'an

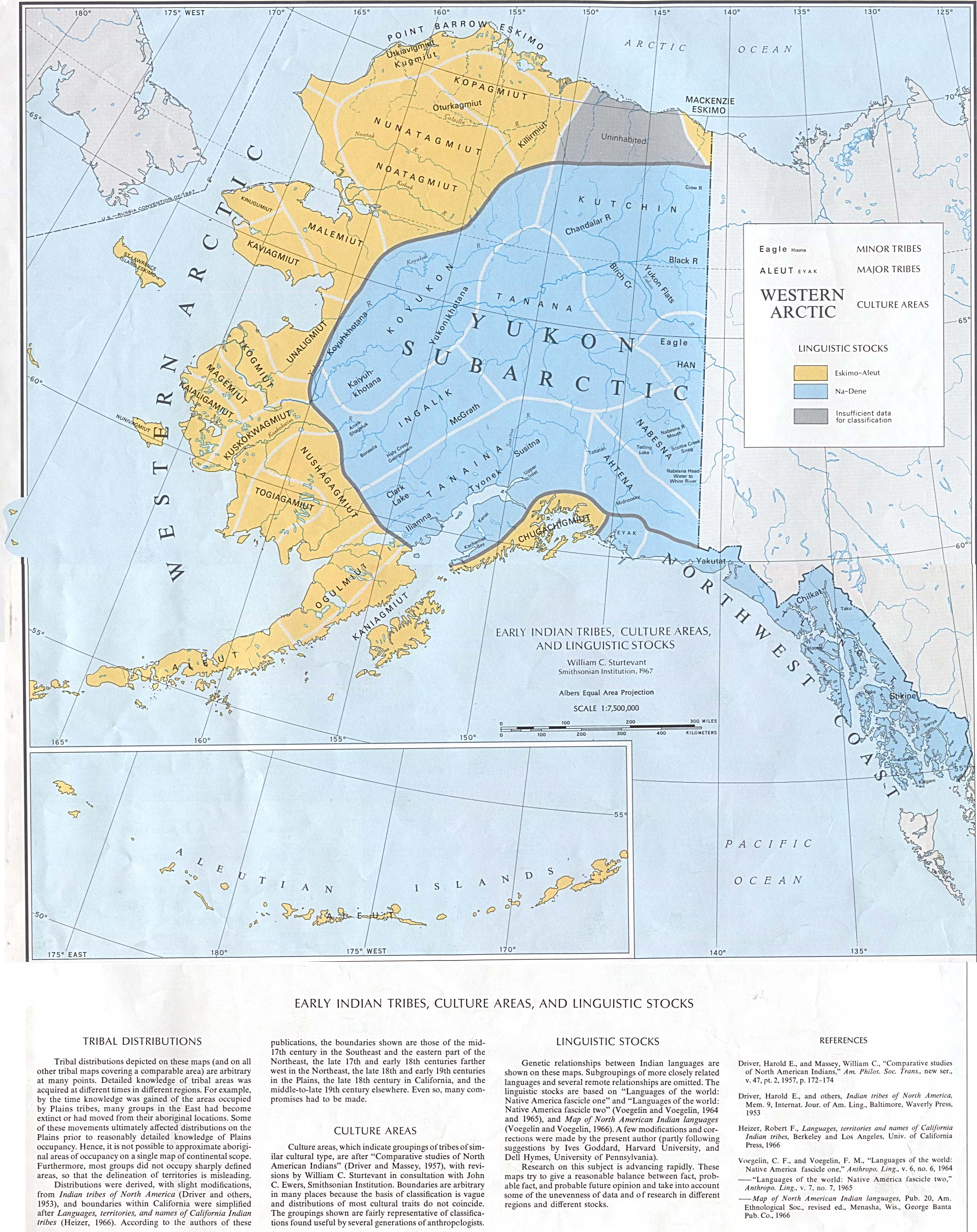
Le aree linguistiche dell'Alaska

I Degexit'an, chiamati anche Deg Hit'an, Kaiyuhkhotana o Deg Hitan, sono una tribù di Nativi americani stanziati in Alaska e Canada. Un tempo venivano anche chiamati "Ingalik", ma oggi è ritenuta un'offesa nei loro confronti.

## Lingua
I Degexit'an parlano una lingua molto diffusa un tempo in tutta la zona: il Deg Hit'an. Oggi questa lingua è parlata solo da alcuni anziani della tribù, ma alcuni giovani stanno cercando di reintrodurla nella lingua parlata.

## Storia
Nel 1760 i russi tennero il primo contatto con questa tribù. Nel 1834 i russi esplorarono i fiumi Yukòn e Kuskakuin e questo diede inizio ad un grande conflitto tra i Degexit'an e la Compagnia della Baia di Hudson. Tuttavia la tribù mantenne un commercio abbastanza attivo. Il 30 marzo 1867 il Governo degli Stati Uniti pagò alla tribù un risarcimento di 7.2 milioni di dollari in oro. Nel 1912 nacque la prima associazione di un gruppo di Nativi americani: l'"Alaska Native Brotherhood". Nel 1968 nacque il "Native Land Claime Movement" (NLCM) il cui scopo era fermare l'espansione delle industrie nel loro territorio.

## Cultura
I Degexit'an vivono principalmente nei boschi della tundra. Pescano salmone e cacciano caribù, orsi e castori. Erano influenzati dagli Inuit dal punto di vista culturale. Abitavano in case semisotterranee, chiamate "Kashin". Il centro dell'accampamento era una casa sotterranea e larga dove abitava il capo tribù.